# Heinrich Lingemann (Architekt)
Heinrich Lingemann (* 9. Januar 1811 in Kassel; † nach 1866) war ein deutscher Architekt und Kriegsbaumeister.

## Leben
Heinrich Lingemann wirkte von 1836 bis 1837 als Baupraktikant bei dem Architekten Johann Conrad Bromeis. Doch bereits 1830 datieren verschiedene Architektur- und Bauzeichnungen sowie Grundrisse Lingemanns – teilweise nach Entwürfen von Bromeis – für verschiedene Wirtschafts- und Gestütsgebäude für das Schloss in Beberbeck.
Am 13. August 1837 wurde Lingemann zum Kriegsbaukondukteur ernannt.
Ab 1846 wirkte Heinrich Lingemann als Kriegsbau-Inspekteur, von 1850 bis 1866 als Kriegsbaumeister. Bald nach seiner Übernahme in die Dienste des Königreichs Preußen wurde er pensioniert.

## Werke (Auswahl)
- Beberbeck;
  - 7. Juli 1830 (Datierung): Zeichnung und Ausführung von Gestüt Fürstenhaus Beberbeck, Entwurf zum ersten und zweiten Obergeschoss, Grundrisse nach Entwürfen von Bromeis[2]